# Your New Favourite Band
Your New Favourite Band es un álbum compilatorio de grandes éxitos de la banda sueca The Hives. Contiene canciones de sus dos primeros álbumes, y del EP a.k.a. I-D-I-O-T. Fue lanzado el 22 de octubre de 2001, y producido por la disquera Poptones. Este álbum lanzó a la fama a la banda en el Reino Unido.

## Lista de canciones
1. Hate to Say I Told You So
2. Main Offender
3. Supply and Demand
4. Die, All Right!
5. Untutored Youth
6. Outsmarted
7. Mad Man
8. Here We Go Again
9. a.K.A. I-D-I-O-T
10. Automatic Schmuck
11. Hail Hail Spit N'Drool
12. The Hives Are Law, You Are Crime

- Datos: Q630869